# Mörttjärnen (Bollnäs socken, Hälsingland)
Mörttjärnen är en sjö i Bollnäs kommun i Hälsingland och ingår i Testeboåns huvudavrinningsområde.